# Shape файл
Shape-файловете са специфичен файлов формат, създаден от ESRI за работа с ArcView. Преведено shape означава форма, т.е. формат, който „помни“ формата и положението на географските данни. Shape-файловете са не-топологичен (геометричен), географски формат за запис на пространственото местонахождение и атрибутната информация за географски обекти. Концепцията за Shape-файловете използва пет типа файлове със специфични разширения. Различните типове файлове трябва да бъдат съхранявани заедно, на едно и също място (в една и съща директория).

## Shape-файлови разширения и техните функции
.shp – геометрията на обектите
.shx – индекс към геометрията на обектите
.dbf – привързаният dBASE файл (база данни) с атрибутна информация
.sbn и .sbx – пространствен индекс на обектите
.ain и .aih – атрибутен индекс на активните полета в дадена таблица или атрибутна таблица
на дадена тема

## Свойства на ArcView shape файловете
1. Изчертават се по-бързо от ARC/INFO областите (coverages)
2. Позволяват редакция на тяхната геометрична или атрибутна информация
3. Могат да бъдат конвертирани в други формати (например ARC/INFO coverage) в средата
на ArcView и ARC/INFO
4. Дават възможност за екранно цифроване (дигитализиране)